# Metal Is Forever - The Very Best of Primal Fear
Metal Is Forever – The Very Best of Primal Fear è la prima raccolta del gruppo musicale tedesco heavy/power metal Primal Fear, pubblicata in concomitanza con la chiusura del contratto con l'etichetta discografica Nuclear Blast.
Il primo disco contiene i "classici" della band, nel secondo invece sono raccolte tutte le cover pubblicate dai Primal Fear nel corso della loro storia (alcune come bonus track dei loro dischi , altre per compilation tributi).

## Tracce

### CD 1
1. "Metal Is Forever" - 4:46
2. "Chainbreaker" - 4:39
3. "Seven Seals" - 3:54
4. "Nuclear Fire" - 4:23
5. "Final Embrace" - 5:08
6. "The Healer" - 6:40
7. "Rollercoaster" - 4:28
8. "Armageddon" - 4:05
9. "Angel in Black" - 3:58
10. "Under Your Spell" - 5:36
11. "Evil Spell" - 4:32
12. "Running in the Dust" - 4:37
13. "Suicide and Mania" - 4:03
14. "Iron Fist in a Velvet Glove" - 5:17
15. "Fear" - 4:20
16. "Tears of Rage" - 6:47

### CD 2
Bonus CD "Metal Classics": Edizione Europea
1. "Out in the Fields" (Gary Moore) - 3:57
2. "Kill the King" (Rainbow) - 4:32
3. "Speed King" (Deep Purple) - 3:59
4. "Die Young" (Black Sabbath) - 4:05
5. "Metal Gods" (Judas Priest) - 3:37
6. "Breaker" (Accept) - 3:29
7. "Seek and Destroy" (Metallica) - 7:10
8. "2 Minutes to Midnight" (Iron Maiden) - 6:01
9. "The Rover" (Led Zeppelin) - 4:46

## Formazione
- Ralf Scheepers – voce
- Henny Wolter – chitarra
- Tom Naumann – chitarra
- Stefan Leibing – chitarra
- Mat Sinner – basso, cori
- Randy Black – batteria